# 2024年の労働界
2024年の労働界（2024ねんのろうどうかい）では、2024年（令和6年）の労働運動、労働環境、雇用、賃金など労働分野に関する出来事について記述する。

## できごと・予定

### 全般・時期不明
- メキシコ政府は最低賃金を20パーセント引き上げる[1]。

### 1月
- 1月1日
  - チェコ政府は最低賃金を月給18,900コルナに引き上げる[2]。
  - 大韓民国政府は最低賃金を時給9860ウォンに引き上げる[3]。
  - タイ王国政府は最低賃金を最大で日給370バーツに引き上げる[4]。
- 1月19日 - 出版ライセンスが取り消された後、スポーツ・イラストレイテッドの従業員は大量レイオフ[5]。
- 1月中
  - カンボジア政府は最低賃金を月給204ドルに引き上げる[6]
  - トルコ政府は最低賃金を月給17,002リラに引き上げる[7]。

### 4月
- イギリス政府は最低賃金を21歳以上で時給11.44ポンド、18歳から20歳で時給8.10ポンド、16歳から17歳で時給6.40ポンドに引き上げる[8]。

### 9月
- 9月13日 - 中華人民共和国の全国人民代表大会常務委員会は少子高齢化が進む影響で労働者の定年退職の年齢が男性は60歳から63歳、女性は50歳から55歳に、15年かけて段階的に引き上げることを発表した[9]。